# Halina Holas-Idziak
Halina Holas-Idziak (Leopoli, 1916 – Bystra-Sidzina, 8 febbraio 2014) è stata una fotografa polacca.

## Biografia
Halina Holas proviene da una famiglia di fotografi: il padre Joseph, che è stato fotografo alla corte di Guglielmo II durante l'Impero austro-ungarico, aveva un negozio di fotografia a Katowice, Foto Holas, aperto nel 1887, dove ha lavorato anche lei e che alla morte del padre ha continuato a gestire assieme al marito.
Nel 1930 conobbe Leonard Idziak (1913-2001) che di lì a poco diverrà suo marito e condividerà con lei la passione della fotografia. I coniugi Idziak hanno avuto tre figli, tra i quali il più famoso è Sławomir Idziak (1945), noto direttore della fotografia che ha all'attivo numerosissimi film con registi come Andrzej Wajda, Krzysztof Zanussi, Krzysztof Kieślowski, Andrew Niccol, Ridley Scott, Michael Winterbottom, Natalie Portman e tanti altri. Un'altra figlia, Wieslawa (1939), è anch'essa fotografa.
Nel 1937 Holas si è diplomata in Fotografia.
Dopo la guerra, accanto al tradizionale logo "Foto Holas", ha creato con il marito Katowice Photographic Society con la quale ha realizzato molti servizi fotografici, commerciali e non, fino alla morte del marito, quando è stata chiusa nel 2002.
Nel 1950 è stata accolta nel Zwiazku Polskich Artystów Fotografików (ZPAF), l'Unione dei fotografi artisti polacchi e nel 1965 è stata ammessa alla FIAP, la federazione internazionale di arte fotografica con sede a Parigi.
Ha tenuto mostre a Londra, Rio de Janeiro, Pechino, Siena, Parigi e altrove.
Le sue immagini hanno spaziato dalla pubblicità al reportage, al nudo e alla ricerca.
Nel 2014, pochi mesi dopo la sua morte, è stata realizzata una grande retrospettiva dedicata a lei e al marito.

## Leopoli (Lwów)
Anche se l'86% della popolazione parlava il polacco, quando nacque Halina la città di Leopoli faceva parte dell'Impero austro-ungarico. Nel 1919, alla caduta dell'impero, fu riunita alla ricostituita nazione polacca e vi rimase per 20 anni, fino al 1939 quando fu occupata prima dalle truppe sovietiche e nel 1941 dai nazisti. Nel 1945 tornò a far parte dell'URSS quando la maggior parte dei cittadini polacchi fu espulsa e ripopolata con ucraini e russi. Alla dissoluzione dell'URSS entrò a far parte dello stato indipendente dell'Ucraina.